# Véron (Yonne)
Pour les articles homonymes, voir Véron.
Véron est une commune française située dans le département de l'Yonne en région Bourgogne-Franche-Comté.
Ses habitants sont appelés les Véronais.

## Géographie

### Climat
Pour des articles plus généraux, voir Climat de la Bourgogne-Franche-Comté et Climat de l'Yonne.
En 2010, le climat de la commune est de type climat océanique dégradé des plaines du Centre et du Nord, selon une étude du Centre national de la recherche scientifique s'appuyant sur une série de données couvrant la période 1971-2000. En 2020, Météo-France publie une typologie des climats de la France métropolitaine dans laquelle la commune est exposée à un climat océanique altéré et est dans la région climatique  Nord-est du bassin Parisien, caractérisée par un ensoleillement médiocre, une pluviométrie moyenne régulièrement répartie au cours de l’année et un hiver froid (3 °C). 
Pour la période 1971-2000, la température annuelle moyenne est de 11,3 °C, avec une amplitude thermique annuelle de 15,7 °C. Le cumul annuel moyen de précipitations est de 699 mm, avec 11,7 jours de précipitations en janvier et 7,5 jours en juillet. Pour la période 1991-2020, la température moyenne annuelle observée sur la station météorologique de Météo-France la plus proche, « Sens », sur la commune de Sens à 8 km à vol d'oiseau, est de 11,9 °C et le cumul annuel moyen de précipitations est de 644,7 mm. 
La température maximale relevée sur cette station est de 42,4 °C, atteinte le 25 juillet 2019 ; la température minimale est de −22,6 °C, atteinte le 14 février 1956,,. 
Les paramètres climatiques de la commune ont été estimés pour le milieu du siècle (2041-2070) selon différents scénarios d'émission de gaz à effet de serre à partir des nouvelles projections climatiques de référence DRIAS-2020. Ils sont consultables sur un site dédié publié par Météo-France en novembre 2022.

## Urbanisme

### Typologie
Au 1er janvier 2024, Véron est catégorisée bourg rural, selon la nouvelle grille communale de densité à sept niveaux définie par l'Insee en 2022.
Elle est située hors unité urbaine. Par ailleurs la commune fait partie de l'aire d'attraction de Sens, dont elle est une commune de la couronne,. Cette aire, qui regroupe 65 communes, est catégorisée dans les aires de 50 000 à moins de 200 000 habitants,.

### Occupation des sols
L'occupation des sols de la commune, telle qu'elle ressort de la base de données européenne d’occupation biophysique des sols Corine Land Cover (CLC), est marquée par l'importance des territoires agricoles (53 % en 2018), en diminution par rapport à 1990 (57 %). La répartition détaillée en 2018 est la suivante : 
terres arables (44,5 %), forêts (34,9 %), zones agricoles hétérogènes (8,5 %), zones urbanisées (7,4 %), eaux continentales (4,7 %). L'évolution de l’occupation des sols de la commune et de ses infrastructures peut être observée sur les différentes représentations cartographiques du territoire : la carte de Cassini (XVIIIe siècle), la carte d'état-major (1820-1866) et les cartes ou photos aériennes de l'IGN pour la période actuelle (1950 à aujourd'hui).

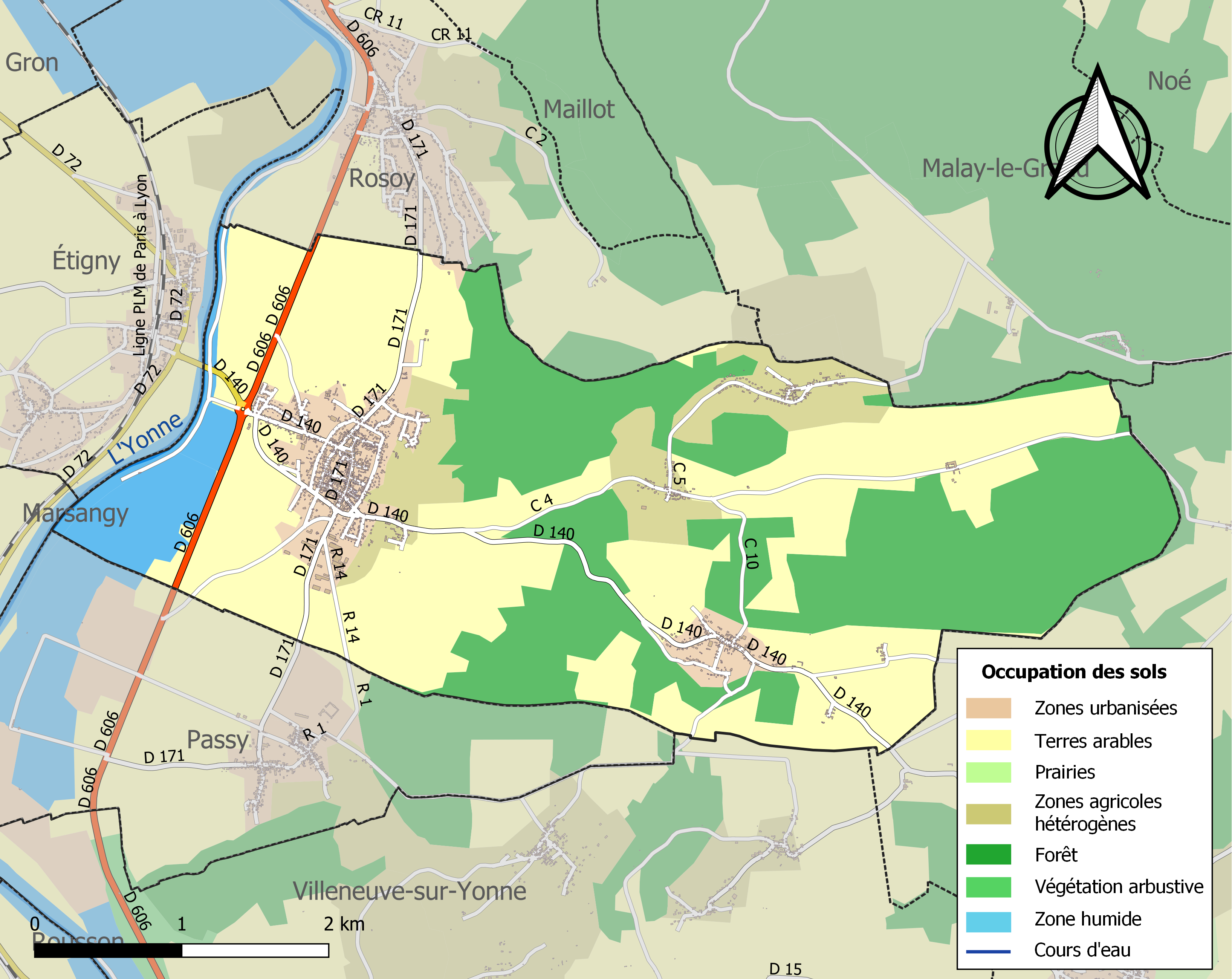
Carte des infrastructures et de l'occupation des sols de la commune en 2018 (CLC).

## Toponymie
Le nom de la commune, qui dériverait du nom d’homme latin Verus et du suffixe -onem, est pour la première fois mentionné vers 863.

## Histoire

### Préhistoire
Dès la période du Mésolithique, la présence d'êtres humains est attestée sur le site.
Plusieurs campagnes de fouilles archéologiques se sont déroulés sur le territoire de la commune :
- En 2006, sur le lieu-dit La Truie Pendue une zone funéraire allant du Néolithique (4000 av. J.-C.) à la fin de l’âge du bronze (800 av. J.-C.) a été découverte lors de l’agrandissement d’une carrière de granulats sur la rive droite de l’Yonne[15].
- La commune de Véron est située sur un site protohistorique dit Les Prés pendus qui apparaît comme étant être un important complexe funéraire de crémation et inhumation, où deux campagnes de fouilles en 1996 et 1997 ont permis de retrouver une vaste nécropole datant de la fin de l'âge du bronze (vers 1200 av. J.-C.)[16].

### Moyen Âge
En 858, Girart de Roussillon fait don de son domaine à l'abbaye de Pothières.
Au XIVe siècle, le roi Jean le Bon cède la terre au Chapitre cathédral de Sens et au seigneur de Passy. Un château aurait existé jusqu'au XVe siècle. Le bourg a été entouré de murailles au XVIe siècle.

## Politique et administration

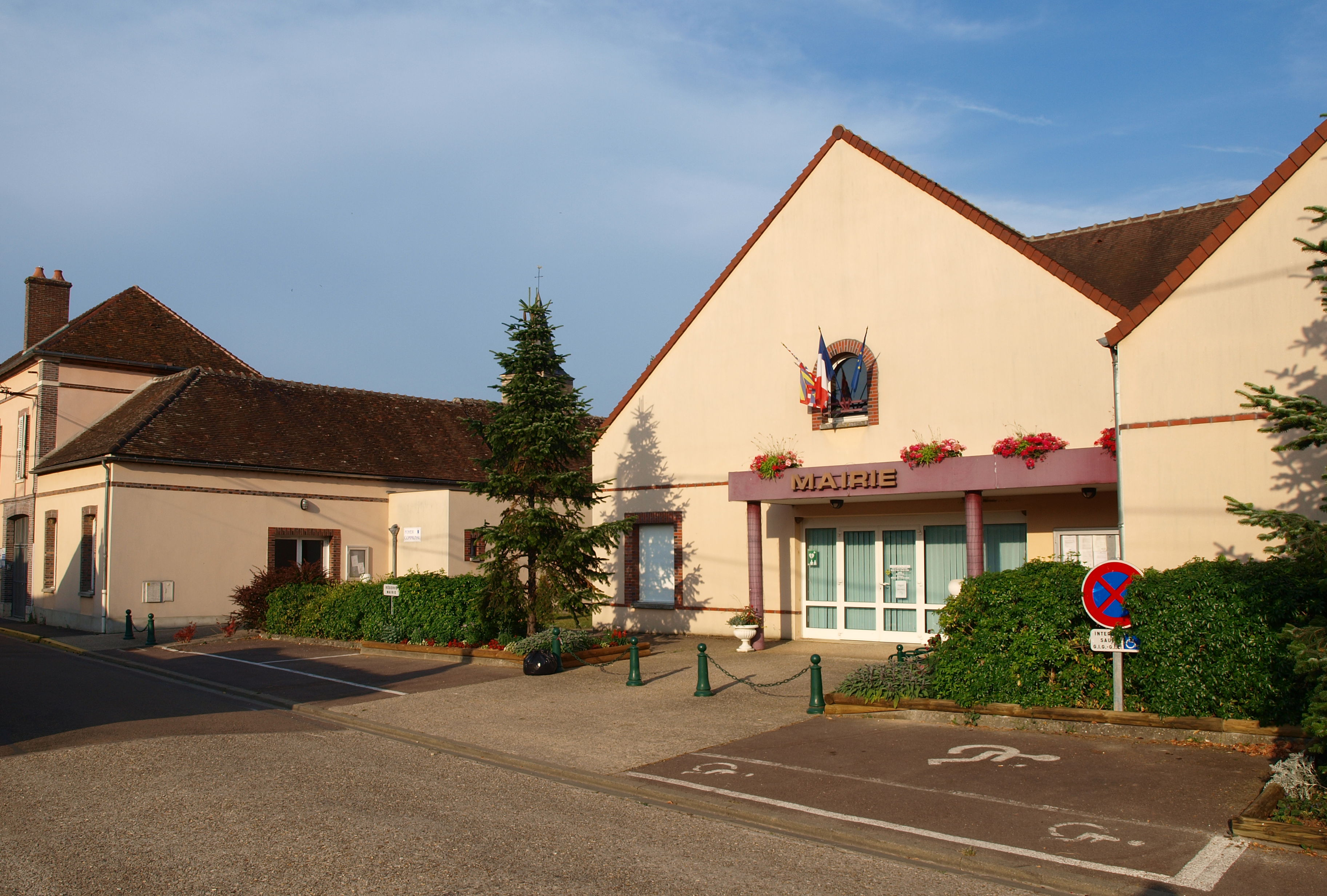
La mairie et ses annexes.

### Liste des maires
| Période   | Période   | Identité         | Étiquette | Qualité |
| --------- | --------- | ---------------- | --------- | ------- |
| 1953      | 1971      | Maurice Carrier  |           |         |
| 1971      | 1995      | Christian Briand |           |         |
| 1995      | 1999      | Joëlle Nique     |           |         |
| mars 2001 | mars 2008 | Isidore Perin    | UMP       |         |
| mars 2008 |           | Pascale Moureaux |           |         |

## Démographie
L'évolution du nombre d'habitants est connue à travers les recensements de la population effectués dans la commune depuis 1793. Pour les communes de moins de 10 000 habitants, une enquête de recensement portant sur toute la population est réalisée tous les cinq ans, les populations de référence des années intermédiaires étant quant à elles estimées par interpolation ou extrapolation. Pour la commune, le premier recensement exhaustif entrant dans le cadre du nouveau dispositif a été réalisé en 2005.

En 2022, la commune comptait 1 853 habitants, en évolution de −5,51 % par rapport à 2016 (Yonne : −1,95 %, France hors Mayotte : +2,11 %).
| 1793 | 1800 | 1806  | 1821  | 1831  | 1836  | 1841  | 1846  | 1851  |
| ---- | ---- | ----- | ----- | ----- | ----- | ----- | ----- | ----- |
| 893  | 935  | 1 077 | 1 091 | 1 327 | 1 218 | 1 182 | 1 273 | 1 367 |

| 1856  | 1861  | 1866  | 1872  | 1876  | 1881  | 1886  | 1891  | 1896  |
| ----- | ----- | ----- | ----- | ----- | ----- | ----- | ----- | ----- |
| 1 276 | 1 254 | 1 284 | 1 237 | 1 190 | 1 194 | 1 181 | 1 111 | 1 097 |

| 1901  | 1906  | 1911 | 1921 | 1926 | 1931 | 1936 | 1946 | 1954 |
| ----- | ----- | ---- | ---- | ---- | ---- | ---- | ---- | ---- |
| 1 048 | 1 029 | 929  | 772  | 744  | 750  | 746  | 742  | 803  |

| 1962 | 1968 | 1975  | 1982  | 1990  | 1999  | 2005  | 2006  | 2010  |
| ---- | ---- | ----- | ----- | ----- | ----- | ----- | ----- | ----- |
| 885  | 939  | 1 025 | 1 161 | 1 520 | 1 647 | 1 862 | 1 905 | 1 954 |

| 2015  | 2020  | 2022  | - | - | - | - | - | - |
| ----- | ----- | ----- | - | - | - | - | - | - |
| 1 970 | 1 855 | 1 853 | - | - | - | - | - | - |

## Culture locale et patrimoine

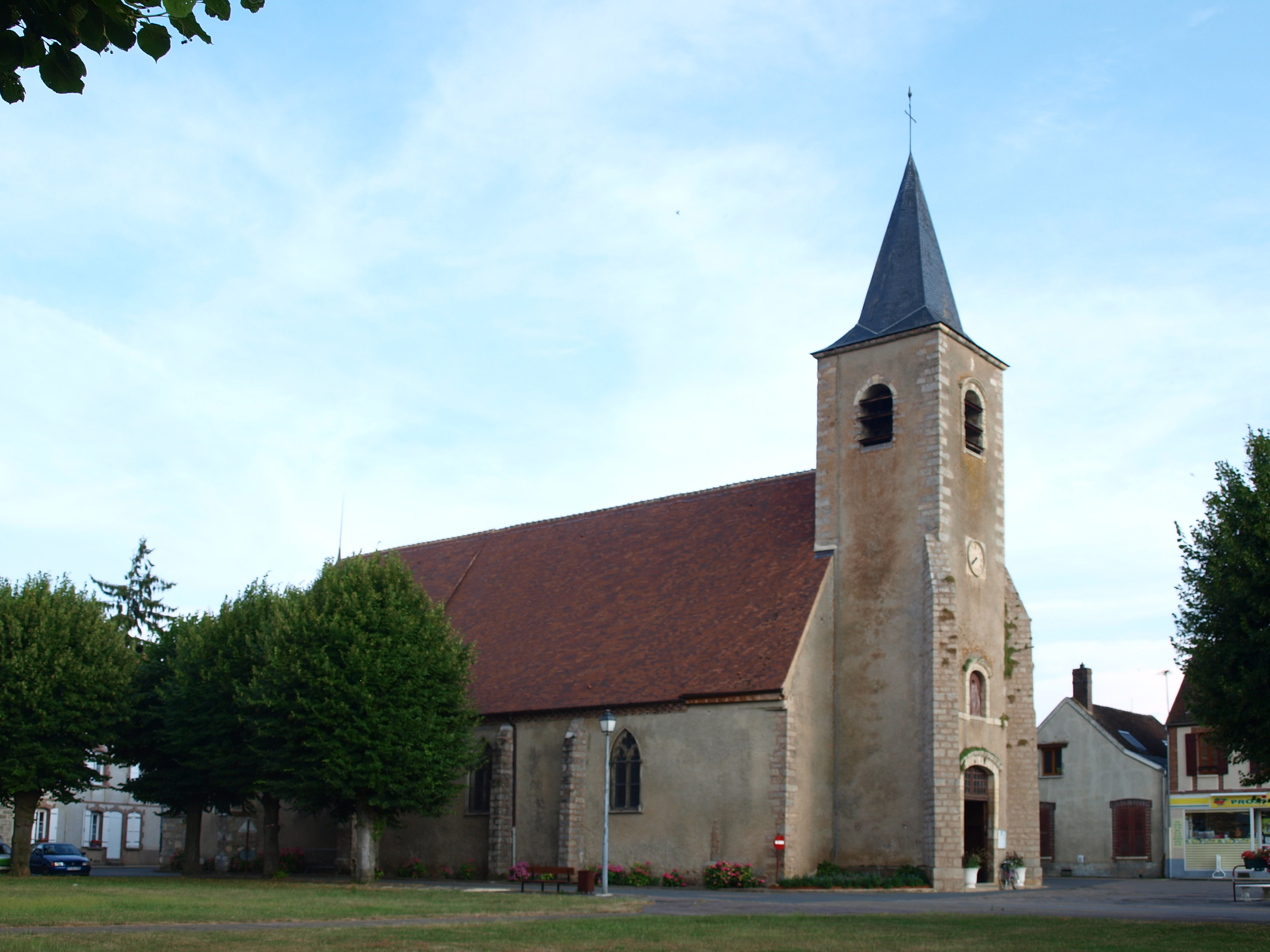
Vue de l'église Saint-Gorgon-et-Saint-Dorothée.

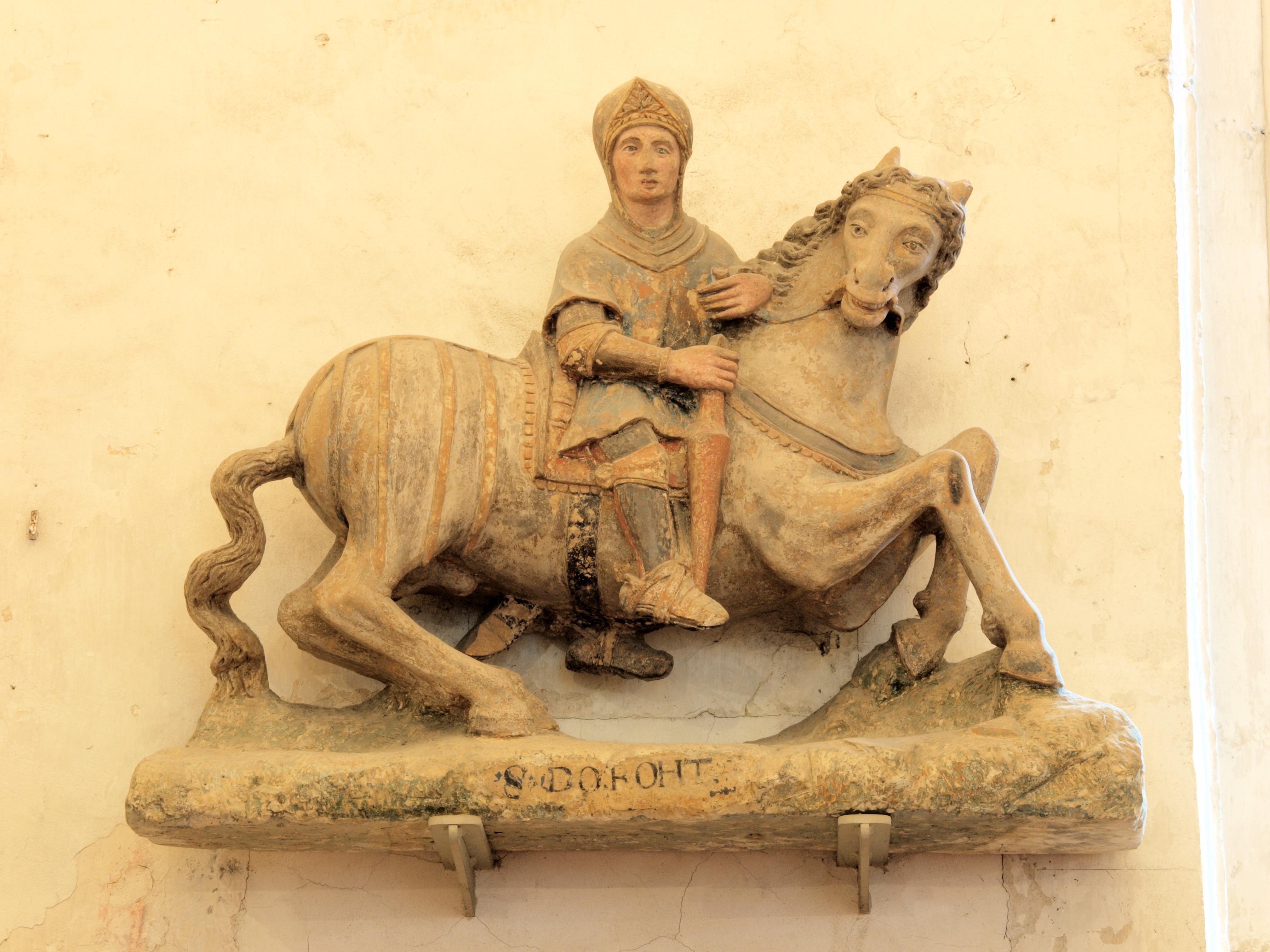
Statue équestre du soldat saint Dorothée.

### Lieux et monuments
- Église Saint-Gorgon-et-Saint-Dorothée (1606), contenant les statues équestres de saint Dorothée et de saint Gorgon datées du XVIe siècle (classement au titre d'objet MH 3 décembre 1984). Portail de 1749, grand autel du XVIIIe siècle ;
- Monument aux morts à côté du cimetière ;
- Fontaine pétrifiante et miraculeuse de Saint Gorgon, chantée par Joachim du Bellay et signalée par Abel Hugo en 1835 comme renommée « à cause des incrustations calcaires dont elle enveloppe les objets qu'on y dépose » ;
- Lavoir ;
- Ruines des fortifications du XVIe siècle.

### Personnalités liées à la commune
- Anne-Louise de Domangeville (1762-1799) châtelaine de Passy-Véron ;
- Pierre Giguet (1794-1883), né à Véron est un littérateur et traducteur. Il est, entre autres, l'auteur d'une excellente traduction d'Homère ;
- Félix Brissot de Warville (1818-1892), peintre paysager, petit-fils du conventionnel régicide Jacques Pierre Brissot (1754-1793) ;
- Jacques Mairesse, (1905-1940), est footballeur international français et joueur du Red Star. Prisonnier des allemands, il fut abattu lors d'une tentative d'évasion le 15 juin 1940 à Véron.